# Selma Panengstuen
Selma Panengstuen, född den 5 mars 2003, är en norsk fotbollsspelare.

## Biografi
Selma Panengstuen inledde sin seniorkarriär i det norska laget Raufoss år 2018. Hon har även spelat för Stabæk Fotball Kvinner och Kolbotn Fotball innan hon 2025 värvades SK Brann. Hon har även representerat det norska damlandslaget där hon debuterade 2025.